# La Gaude
La Gaude település Franciaországban, Alpes-Maritimes megyében. Lakosainak száma 7194 fő (2022. január 1.). La Gaude Cagnes-sur-Mer, Nizza, Saint-Jeannet, Saint-Laurent-du-Var és Vence községekkel határos.

## Népesség
A település népességének változása:
| Lakosok száma | 1631 | 3097 | 4951 | 6608 | 6573 | 6415 | 6623 | 7010 | 7117 | 7194 |
|               | 1968 | 1982 | 1990 | 2006 | 2013 | 2015 | 2017 | 2019 | 2020 | 2022 |